# Carlos Rubira Infante
Carlos Aurelio Rubira Infante  (Guayaquil, Ecuador; 16 de septiembre de 1921-14 de septiembre de 2018) fue un compositor ecuatoriano de música popular. Es recordado por ser un gran profesor teniendo como alumno a Olimpo Cárdenas, con quien haría después un duo musical que lo llevaría a la fama. 

## Biografía

### Primeros años
A sus 16 años compone su primera canción Letra y música a la que tituló "Perdóname Madrecita", los 20 años empezó a interpretar sus canciones en "La hora agrícola", programa de radio El Telégrafo. Luego formó el dúo Vera Santos-Rubira. “Hasta cierto punto Gonzalo Vera fue mi maestro”, afirma. Fueron alumnos del Olimpo Cárdenas con quien formó el dúo Cárdenas-Rubira, Julio Jaramillo Laurido, también cantó a dúo con Fernando Maridueña, formando el dúo Maridueña-Rubira. 

### Carrera musical
Fue Condecorado por los concejos Proviniciales, Municipios, por el mismo gobierno del Ecuador con distintos Presidentes de la República, 
- 1960 – Primer Premio Improvisación, Chile.
- 1978 – Folclorista de América, Bogotá, Colombia.
- 1988 – Homenaje en “Fiesta del Pasillo” en Radio Tarqui de Quito.
- 2000 – Condecoración al Mérito Musical Dr. Vicente Rocafuerte, por el Congreso Nacional de Ecuador.
- 2008 – Premio Nacional Eugenio Espejo, por el Gobierno Nacional de Ecuador.
- 2009 – La Universidad Estatal de Guayaquil le otorgó el doctorado honoris causa.
- 2014 – Se creó el festival El Alma llena de música. El premio Carlos Rubira Infante será recibido por el ganador.

También el Teatro Municipal de la ciudad de Santa Elena tiene su nombre. El mismo Rubira Infante afirmaba en 2003 que poseía gran cantidad de medallas, más de 700 diplomas y otros tantos honores. 
Con Olimpo Cárdenas también formó el dúo Los Porteños. Cárdenas cantaba tangos y le pidió que le enseñara pasillos porque no conocía los ritmos. 
El 9 de mayo de 2018 ingreso al salón de la fama de la música latinoamericana. Recibiendo la Musa Award y convirtiéndose en el Primer compositor ecuatoriano en el Salón de la Fama en Miami Florida, USA

### Últimos años
Falleció el 14 de septiembre de 2018 producto de un infarto al miocardio, mientras estaba asilado más de un mes en el Hospital General del Norte de Guayaquil “Los Ceibos” del IESS.
Ha recibido muchos homenajes póstumos, el Gobierno  municipal de Ambato pone una estatua por su creación musical Altivo Ambateño, y por la música que puso a los versos del ambateño Gustavo Egues, canción que se es el Himno Popular de Ambateños.

## Composiciones
Rubira compuso aproximadamente más de 400 canciones entre pasillos y pasacalles, sanjuanitos, albazos, valses, sumando ritmos de su fructífera inspiración.
Entre sus composiciones figuran: 
- Guayaquileño, madera de guerrero
- Guayaquil, pórtico de oro
- Esposa
- En las lejanías
- Lindo Milagro
- Lo mejor de mi tierra
- El Cóndor Mensajero (himno del migrante alusivo, en todo el mundo)
- Playita mía
- Mi primer amor
- Quiero verte madre
- Quedas tranquila
- Para entonces
- Historia de amor
- Al oído

- Baba

- Madrecita
- Cálmate corazón
- Desde que te fuiste
- En las lejanías
- Por qué (pasillos)
- El cartero
- Chica linda
- Venga conozca El Oro (pasacalle)
- Perdóname Madrecita (vals)
- El bautizo (albazo)
- Pedazo de bandido (aire típico)

Entre otras, un  compositor proficuo que creó entre pasillos, pasacalles, dansantes, San Juanito, vals, albazos, aire típicos y otros géneros musicales ecuatorianos